# ビガン歴史都市
ビガン歴史都市（ビガンれきしとし）は、フィリピン、ルソン島の北部にあるビガンの街並みが登録されているユネスコの世界遺産（文化遺産）。

## 概要
ビガンは、ルソン島のマニラの北、約400kmにある都市。1574年に建設され、16世紀からのスペインによる統治下で商業、貿易の拠点として栄えた。スペイン統治時代の街の名前は、シウダー・フェルナンディナ (Ciudad Fernandina) 。このころ築かれたユニークな街並みは、スペイン、中国、ラテンアメリカの影響を受けているといわれている。マニラやセブにも同様の街並みが存在したが、太平洋戦争時、ビガンの街並みだけは奇跡的に戦渦を逃れた。
ユネスコに推薦された建造物は120棟であり、そのうちの101棟はバハイ・ナ・バト（bahay na bato タガログ語でbahayは家、batoは石の意味）と呼ばれる住宅である。ビガンのバハイ・ナ・バトが多く残る地域は19世紀末までグレミオ・デ・メスティソス（メスティソ居住区）と呼ばれ、住民の多くは中国系メスティソである。
バハイ・ナ・バトは、スペインの石造住居と中国で盛んだった窯業をもとに、フィリピンの気候風土に適応するように工夫され、メスティソによって建てられた点で、フィリピンの多層文化を体現した建物として評価された。名に反して石造では無く、木骨煉瓦（もしくは石）造りの2階建ての建物で、1階は馬屋や倉庫として利用され、風通しの良い2階が居住用のスペースとして利用されている。

## 主な史跡
- セント・ポール大聖堂
- サルセード広場

## 日本人将校が美しいビガンの街並を救った
地元の郷土史家ダマソ・キング（Damaso King）によると、太平洋戦争中、アメリカ軍は旧日本軍の侵攻に対抗して、ビガン(Vigan)を砲撃しようとしていた。しかしながら、「もうこの街周辺には日本軍兵士はいないから…」とクレカンフ司教(Fr. Joseph Klecamf, The Parish Priest of Vigan)が、米軍に確約をしたため、この砲撃は取りやめになった。クレカンフ司教は、二人の日本人将校「高橋フジロウとナリオカ・サカエ」から、「現地で結婚した私たち日本兵士達は愛する家族を残して敗走するので、戦争によってこの美しい街が爆撃・破壊・略奪されることのないようお願いします。」と懇願された。1943年に憲兵隊長として赴任してきた高橋大尉はアデラ・トレンティーノ(Adela Tolentino)、ナリオカ将校は、ベレン・カスティーリョ(Belen Castillo)という女性と結婚していた。また、地元イロコス州知事のDV.サベリャーノ(Savellano)は、「したがって、ビガンの街は、彼ら日本人の「愛」によって救われたのです。」とも述べている。
2003年の毎日新聞の特集取材によると、「高橋大尉一家は戦後しばらくアデラさんの故郷で暮らしていたが、その後引っ越した。2年前、大尉の娘がビガンに来たと聞いたフロレンティノさんは滞在先を訪ねたが、娘は去った後だった。風のうわさにアデラさんは既に亡く、2人の娘が今、マニラに暮らしていると聞いた。家族が平和に暮らした時代の思い出をたどるために娘がひそかに街を訪ねたのだろう。」と元ビガン市長秘書官のアントニオ・フロレンティノから聞いている。
2009年作 フィリピンのインディーズ映画（Bona Fajardo監督）「Iliw（イリウ）」は、第二次大戦時にルソン島北部・ビガンの街を爆撃から救った高橋大尉の実話が基になっている。  主人公の高橋大尉役は日本の若手俳優・高嶋宏行、ヒロイン・フィデラ役はKaye Abadが演じている。

## 登録基準
この世界遺産は世界遺産登録基準のうち、以下の条件を満たし、登録された（以下の基準は世界遺産センター公表の登録基準からの翻訳、引用である）。
- (2) ある期間を通じてまたはある文化圏において、建築、技術、記念碑的芸術、都市計画、景観デザインの発展に関し、人類の価値の重要な交流を示すもの。
- (4) 人類の歴史上重要な時代を例証する建築様式、建築物群、技術の集積または景観の優れた例。